# Bizanet
Bizanet är en kommun i departementet Aude i regionen Occitanien  i södra Frankrike. Kommunen ligger  i kantonen Narbonne-Ouest som ligger i arrondissementet Narbonne. År 2022 hade Bizanet 1 749 invånare.

## Befolkningsutveckling
Antalet invånare i kommunen Bizanet
Referens: INSEE